# ماثيو لودج
ماثيو لودج (بالإنجليزية: Matthew Lodge)‏ هو لاعب دوري الرغبي أسترالي، ولد في 31 مايو 1995 في سيدني في أستراليا.